# Sergio Nuño
Sergio Jorge Nuño García (Nac.1955, Chile) es un documentalista ambiental, naturalista, divulgador y piloto de helicópteros  chileno conocido por su programa La Tierra en que vivimos transmitido por TVN entre los años 1982 y 2010. Ha dedicado 40 años en recorrer los rincones de Chile y otros países.
Sergio Nuño es representante de  una reconocida marca de helicópteros y además propietario de una empresa de patrullajes aéreos de Santiago.
En septiembre de 2023, Sergio Nuño vuelve a las pantallas con sus documentales naturalistas a Mega Televisión.
En febrero de 2024, Nuño expresó su pesar y consternación por ser su empresa quien ofertó y vendió en 2007 el helicóptero Robinson R66 a Sebastián Piñera quien falleció el 6 de febrero de 2024 en esa misma aeronave al capotar sobre el Lago Ranco.